# Los Carpinteros
Cet article possède un paronyme, voir Carpintero.

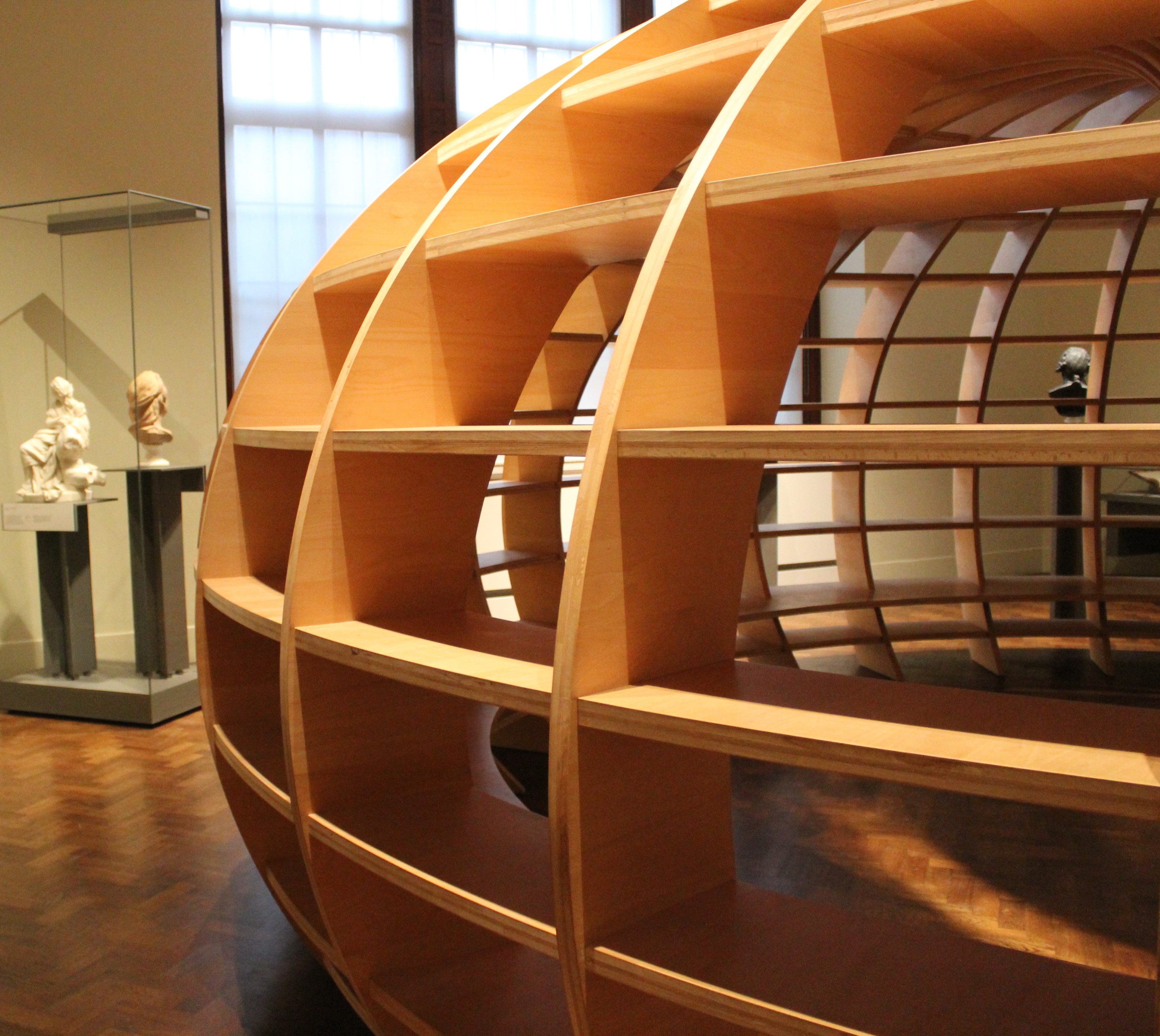
The Globe, installation des Los Carpinteros exposée au Victoria and Albert Museum.

Los Carpinteros est le nom d'un trio d'artistes, Alexandre Arrechea, Dagoberto Rodríguez Sánchez (né en 1971 à Cuba) et Marco Castillo Valdés (né en 1969), fondé en 1992 durant leurs études à l'Instituto Superior de Arte de La Havane. Leur approche s'inspire de Jorge Luis Borges et son recueil de poèmes El Otro, El Mismo, paru en 1964.
Au début des années 1990, plusieurs artistes quittent Cuba en raison des difficultés économiques. Devant le manque de ressources, le trio décide de travailler le bois et d'utiliser des objets trouvés dans les maisons abandonnées de La Havane, d'où leur surnom Los Carpinteros (les menuisiers). Ils sont depuis d'importants représentants de la scène artistique de Cuba à l'international. Arrachea quitte le groupe en 2003; les deux autres continueront de travailler ensemble jusqu'à la fin du groupe en 2018.
Ils ont fait plusieurs œuvres, notamment Estuche (1999) et Mano Creadora. Ces deux œuvres ont été réalisées en bois et en tiroirs. Estuche, un meuble à tiroirs en forme de grenade, et Cromo Diez (2011), une lampe à pétrole d'où s'écoule une flaque de chrome, appartiennent au Musée des beaux-arts de Montréal. Cromo Diez fait partie d'un ensemble de lampes créées sur le même thème, illustration typique de la démarche du groupe qui consiste à transformer physiquement et symboliquement des objets du quotidien. Dans le cas présent, l'œuvre renvoie aux difficultés du pays, où les coupures d'électricité sont fréquentes, et à la pression politique du régime.